# نیروگاه تلمبه ذخیره‌ای یانگ
نیروگاه تلمبه ذخیره‌ای یانگ (به لاتین: Yangyang Pumped Storage Power Station) یک نیروگاه تلمبه ذخیره‌ای در کره جنوبی است که در استان گانگوون واقع شده‌است.